# Val do Dubra
Val do Dubra – gmina w Hiszpanii, w prowincji A Coruña, w Galicji, o powierzchni 108,64 km². W 2011 roku gmina liczyła 4234 mieszkańców.